# Dhu ul-Híyyah

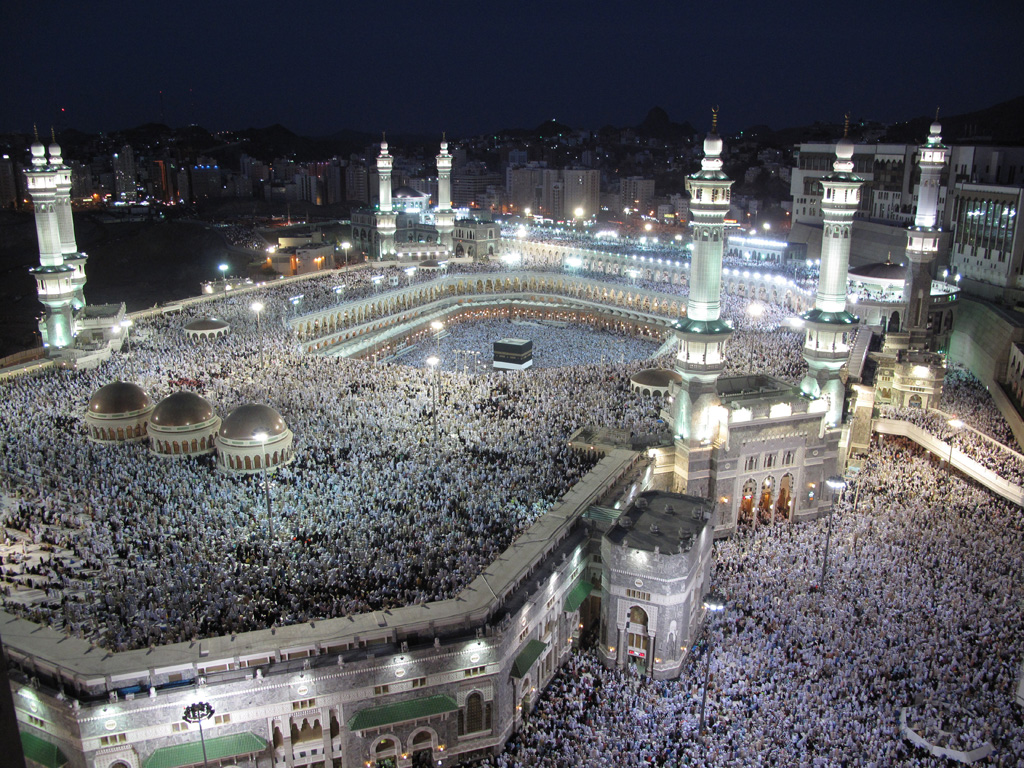
Los adoradores inundan la Gran Mezquita, su techo y todas las áreas a su alrededor durante las oraciones nocturnas en La Meca.

Dhu ul-Híyyah o Du ul-Hiyya (en árabe, ذو الحجة ḏū l-ḥiŷŷa, transcrito también Dhu al-Hijja; Dulhíche en aragonés medieval) es el duodécimo mes del calendario musulmán. Su nombre significa, literalmente, «el mes de la peregrinación», pues es la época del año en que los musulmanes suelen realizar el ḥaŷŷ o peregrinación a La Meca.
Tiene 29 días en los llamados años simples y un día más en los llamados años intercalares, esto es, los años 2.º, 5.º, 7.º, 10.º, 13.º, 16.º, 18.º, 21.º, 24.º, 26.º y 29.º de cada ciclo de 30 años.

## Coincidencia con el calendario gregoriano
El calendario islámico es lunar. Los meses comienzan cuando es visible el primer cuarto creciente después de la luna nueva, es decir, un par de días después de esta. El año en el calendario lunar es 11 o 12 días más corto que en el calendario solar, por lo que las fechas del calendario musulmán no coinciden todos los años con las fechas del calendario gregoriano, de uso universal, dando la impresión de que el año musulmán se desplaza sobre el año occidental. Las próximas fechas previstas para el mes de Dhu ul-Híyyah son:
- Dhu ul-Híyyah del año 1432 de la Hégira: del 29 de octubre al 26 de noviembre de 2011.
- Dhu ul-Híyyah del año 1433 de la Hégira: del 17 de octubre al 15 de noviembre de 2012.
- Dhu ul-Híyyah del año 1434 de la Hégira: del 6 de octubre al 5 de noviembre de 2013.
- Dhu ul-Híyyah del año 1435 de la Hégira: del 25 de septiembre al 24 de octubre de 2014.
- Dhu ul-Híyyah del año 1436 de la Hégira: del 14 de septiembre al 13 de octubre de 2015.
- Dhu ul-Híyyah del año 1437 de la Hégira: del 2 de septiembre al 1 de octubre de 2016.
- Dhu ul-Híyyah del año 1438 de la Hégira: del 23 de agosto al 20 de septiembre de 2017.
- Dhu ul-Híyyah del año 1439 de la Hégira: del 12 de agosto al 10 de septiembre de 2018.
- Dhu ul-Híyyah del año 1440 de la Hégira: del 2 al 30 de agosto de 2019.
- Dhu ul-Híyyah del año 1441 de la Hégira: del 22 de julio al 19 de agosto de 2020.
- Dhu ul-Híyyah del año 1442 de la Hégira: del 11 de julio al 8 de agosto de 2021.

## Eventos
- El 1 de Dhu ul-Híyyah se casaron Ali ibn Abi Tálib y Fátima az-Zahra.
- El 7 de Dhu ul-Híyyah los chiíes conmemoran el martirio de su sexto imam, Muhámmad Báqir.
- El 8 de Dhu ul-Híyyah el imam Husáyn ibn Ali salió de La Meca en dirección a Kufa para encabezar la revuelta contra los omeyas.
- El 10 de Dhu ul-Híyyah todos los musulmanes celebran el Eid al-Adha o fiesta del cordero, en la que se sacrifican corderos en conmemoración del que sacrificó Abraham en lugar de su hijo Ismael por orden divina.